# Olrogs meeuw
Olrogs meeuw (Larus atlanticus) is een vogel uit de familie Laridae. De soort werd wetenschappelijk als een ondersoort van Simeons meeuw als L. belcheri  atlanticus beschreven door de Zweedse ornitholoog en zoöloog Claës Christian Olrog.

## Herkenning
De vogel is 50–56 cm lang, weegt  900–960 g en heeft een spanwijdte van 130 tot 140 cm. De volwassen vogel in broedkleed is wit met een zwarte mantel en vleugels, met een brede zwarte band op de staart en daaronder weer een smalle witte band. De buitenste staartpennen zijn geheel wit. De poten en snavel zijn geel en de snavel heeft een zwart/rode punt. De vogel lijkt sterk op Simeons meeuw maar er zijn een aantal kleine verschillen. Zo is onder andere de bovenkant van olrogs meeuw diepzwart, zonder bruine gloed, de vleugels zijn langer, de snavel is forser met meer zwart op de punt en dofrood op de ondersnavel.

## Verspreiding en leefgebied
Deze soort broedt aan de Atlantische kust van noordoostelijk Argentinië van Buenos Aires (stad) tot Chubut. Ze overwinteren langs de kusten van zuidelijk Brazilië tot aan Tierra del Fuego. Het is een uitgesproken kustvogel die voornamelijk leeft van krabben.

## Status
Olrogs meeuw heeft een beperkt broedgebied en daardoor is de kans op uitsterven aanwezig. De grootte van de populatie werd in 2013 door BirdLife International geschat op 9,8 tot 15,6 duizend volwassen individuen. Er zijn schommelingen in de aantallen, maar er zijn geen aanwijzingen voor negatieve trends. Industriële ontwikkelingen in het estuarium Bahía Blanca kunnen echter nadelig zijn voor de kolonies van deze soort. Om deze redenen staat deze soort als gevoelig op de Rode Lijst van de IUCN.